# COPCON
Il COPCON-Comando Operativo della Terraferma in (portoghese: COPCON - Comando Operacional do Continente) è stato un comando militare in Portogallo creato dal Movimento delle Forze Armate nel periodo successivo alla Rivoluzione dei garofani del 25 aprile 1974 e disciolto dopo il tentato Colpo di Stato del 25 novembre 1975.
Il COPCON era stato creato l'8 luglio 1974 dal presidente António de Spínola con il compito di proteggere il processo democratico iniziato dalla Rivoluzione dei garofani. Consisteva di forze speciali militari come Marines, Paracadutisti, Commando e polizia militare. Il comandante del COPCON era il maggiore Otelo Saraiva de Carvalho.
Il COPCON fu pesantemente coinvolto nelle occupazioni delle terre e la riforma agraria durante il Processo rivoluzionario in corso.